# Драјден (Њујорк)
Драјден (енгл. Dryden) град је у америчкој савезној држави Њујорк.

## Демографија
По попису из 2010. године број становника је 1.890, што је 58 (3,2%) становника више него 2000. године.
| Група             | 2000.         | 2010.         |
| Белци             | 1.748 (95,4%) | 1.765 (93,4%) |
| Афроамериканци    | 23 (1,3%)     | 25 (1,3%)     |
| Азијати           | 5 (0,3%)      | 14 (0,7%)     |
| Хиспаноамериканци | 25 (1,4%)     | 48 (2,5%)     |
| Укупно            | 1.832         | 1.890         |